# البساطلية
البساطلية قرية عراقية وهي إحدى قرى قضاء الحمدانية في محافظة نينوى. والبساطلية تقع على مسافة 35 كيلو متر جنوب شرق الموصل. وهي على خطوات من دير مار بهنام. ولعل اسمها من الآرامية (بيت لسطيا) أي بيت أو موضع اللصوص. ويحاذيها قرية مثلها يقال لها الخضر.